# جواد ذبیحي
سيد جواد ذبيحي (مواليد 1931 شميران- توفي 15 يوليو 1981الموافق 3 رمضان 1400 في طهران) مؤذن ، رادود ووناع ومُرتّل المناجات وقارئ ادعية شيعية في مراسم مذهب اهل البيت و الأغاني الإيرانية الأصلية. بعد الثورة الايرانية ، سُجن الذبيحي لبعض الوقت بسبب غضب بعض الثوار عليه. بعد إطلاق سراحه، في يوليو 1980 ، قُتل بوحشية و مُثّلة بجسده.

## السيرة الشخصية
ولد سيد جواد عام 1931. كان والده سيد إسماعيل ذبيحي، رادود من سكان قرية دركا شمال طهران . كان جواد ذبيحي يضع طربوشاً عربيًا منذ شبابه وشارك في تجمعات دينية في طهران ومدن أخرى. على الرغم من عدم حصوله على تعليم رسمي ، إلا أنه يعرف جميع النغمات الصوتية جيدًا. منذ عام 1957، دخل مجال الموسيقى غير الدينية بالتعاون مع داود بيرنيا وفنانين مثل حسن كسائي ورضا ورزندة وجليل شهناز وأحمد عبادي ومرتضى محجوبي وعلي تجويدي وبارفيز يهاغي وحسين طهراني ومهدي خالدي وفرهنج شريف وترك تراتيل تذكارية.
كان رادوداً دينيًا، حضر الاحتفالات الدينية الرسمية لملك إيران وتلا المناجاة. تم بث كل من مناجاة ربنا والأذان في السنوات التي سبقت الثورة الإسلامية الإيرانية على الراديو. وما تركه من أعمال أخرى مثل مدح علي ودعاء الفجر.

## السجن والقتل
تسببت خلفية ووجوده في البلاط الملكي إثارة غضب الثوار بعد ثورة الايرانية 1978. خلال هذه الفترة ، تم إعتبار العديد من الأعمال التي تم إنشاؤها في فترة ما قبل الثورة من الأعمال المحظورة وتم تدميرها من قبل الثوار. وحتى إذاعة الآذان الشهيرة لرحيم معز زاده أردبيلي، فقد مُنع من البث الإذاعي والتلفزيوني لعدة سنوات بتهمة " الطاغوتية". وهكذا ، فإن الثوار الذين تمكنوا من الوصول إلى إرشيف الراديو دمروا أمثلة فريدة من أصوات ذبيحي. تم سجنه لبعض الوقت بعد الثورة. بعد وقت قصير من إطلاق سراحه، مساء يوم 15 يوليو (تموز) 1981، وصلت صورة القتل الوحشي ذبيحي إلى مكتب صحيفتي كيهان واطلاعات. وأظهرت الصورة المرسلة أن القتلة قطعوا جسده. ونقلت صحيفة الإطلاعات عن مجموعة شاهين قولها إن مقتل السيد جواد ذبيحي بسبب قراءته الأدعية والمناجات في محطة إذاعية تابعة للنظام السابق . صادق خلخالي لاحقًا، في مذكراته، التي نُشرت عام 2000، أدرج سيد جواد ذبيحي كواحد من المحكوم عليهم بالإعدام.
كتب محمد علي أبطحي في مقال بعنوان "تاريخ الراديو الشفوي" عن وفاة السيد جواد ذبيحي: "كان الذبيحيان شقيقان، يؤديان برامج مذهبية ويؤديان دعاء الفجر و يقيمان الأذان في إذاعة طهران ومشهد. بالطبع كان جواد ذبيحي الذي كان في طهران أكثر شهرةً من أخيه. كما كان له صوت شجيّ. لقد قرأوا الشعر الديني فقط في الراديو، ولكن في نهاية قصائدهم كانوا يبتهلوا أحيانًا من أجل صحة وسلامة الملك. كان الأخ الأكبر، الذي يغني في طهران، يعرف نغمات الموسيقى لكنه كان يغني دائمًا بدون موسيقى. تم اعتقال جواد ذبيحي بعد الثورة مباشرة ثم أطلق سراحه بعد ذلك بقليل لكن بعد فترة اختطفته قوى دينية ثورية وقتل في الصحاري المحيطة بطهران. أتذكر في مشهد أن بعض رجال الدين المؤيدين للملك أو كانوا مستائين من المناهضين للملك بشكل كبير، أخذوهم أيضًا إلى الصحاري المحيطة، وعانوا من صنوف التعذيب الوحشي، بما في ذلك القتل.

## روابط خارجية
- دعای قبل از افطار و اذان با صدای ذبیحی على يوتيوب
- أرشيف الأدعية والأناشيد الباقية لسيد جواد ذبيحي
- ربنا ، مناجات- ذبیحی